# Heraldikus

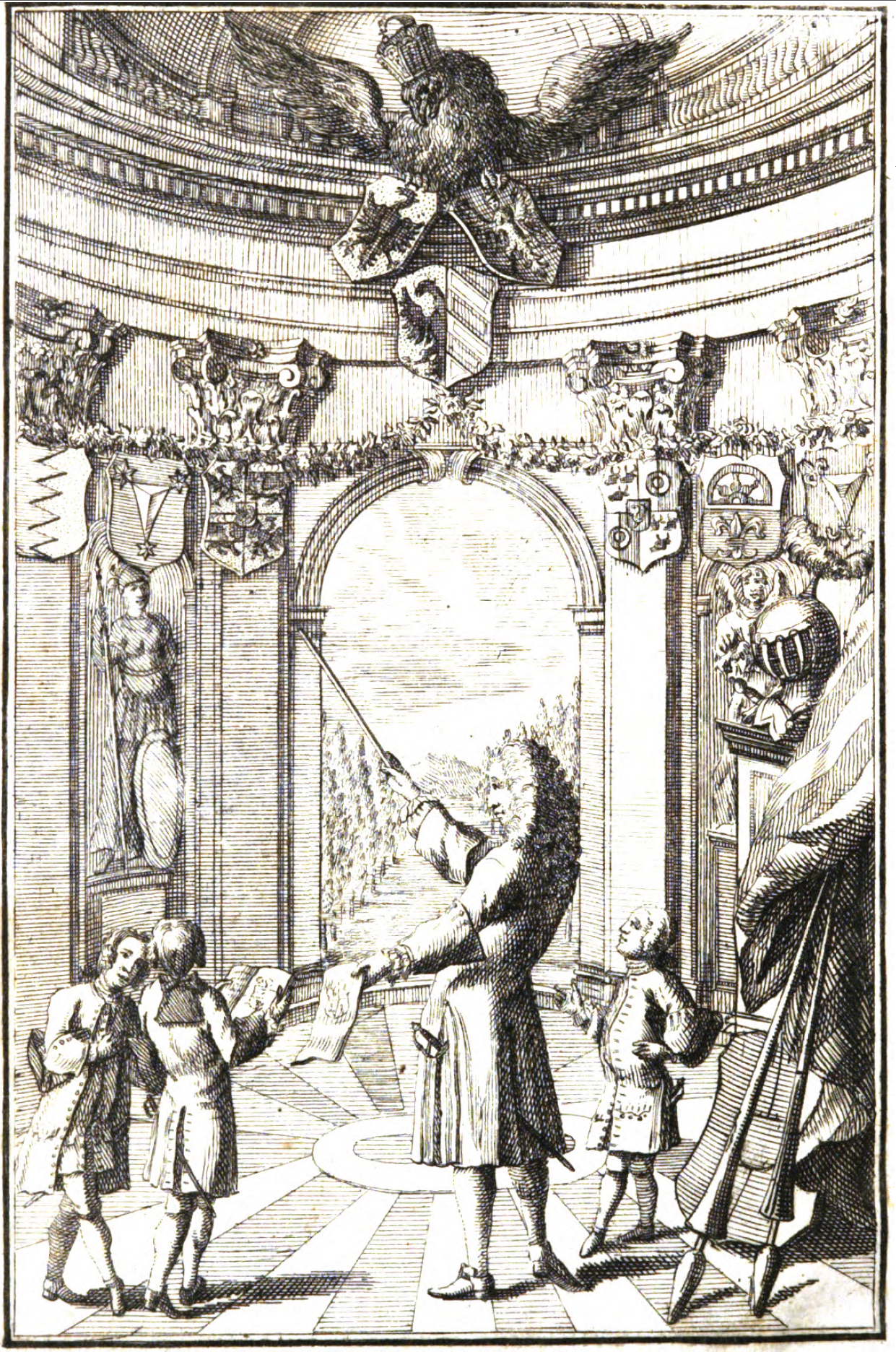
Heraldikus oktatja a tanítványait

A heraldikus a címerekkel és a heraldikával hivatásszerűen foglalkozó tudós. Ilyen szakemberekről csak a hanyatló heraldika korától és főként a 17. századtól  beszélhetünk, amikor a címertan tantárgy lett az egyetemeken. Korábban a címertant hivatászerűen a heroldok művelték, de ez ekkor még nem volt tudomány, hanem csak céhes alapon megszervezett mesterség. A heraldika művelésének színtere ekkor a fejedelmi udvarokból az uralkodói kancelláriákba, majd az egyetemi tanszékekre és történeti kutatóintézetekbe tevődött át.   
A heraldikusok a heroldok által kidolgozott nevezéktant és szabályokat felhasználva a címertant a 19. század közepére létrehozták a tudományos heraldikát. A heraldikus feladata a címertant, mint történeti segédtudományt, tudományos alapon művelni, annak módszertana és eszköztára alapján. A heraldikusnak egyaránt jól kell ismernie a címerelméletet (azaz a nevezéktant, a címertan forrásait, címerjogot, a címerdiagnosztikát) és a címerművészetet (azaz a címerleírást, címerfestést, historizálást, a címerkritikát).   
Magyarországon a heraldika egyetemi oktatása a történettudomány részeként a 18. század végén kezdődött meg, de magyar diákok külföldi egyetemeken korábban is hallgattak címertani előadásokat. Schmeitzel említi (1723), hogy Jénában több magyar diák is látogatta a heraldikai előadásait. A legkorábbi elméleti címertani művet Pápai Páriz Ferenc adta ki 1695-ben. Őt tekinthetjük az első magyar heraldikusnak.     